# Bundesautobahn 98
Pour les articles homonymes, voir A98.
La Bundesautobahn 98 (ou BAB 98, A98 ou Autobahn 98) est une autoroute située dans le Bade-Wurtemberg et mesurant 29 kilomètres. Elle est divisée en 2 parties, une située entre l'A5 à Weil am Rhein et l'A 861 à Eichsel.

## Histoire
L'A98 devait à l'origine relier l'A5 à hauteur de Weil-am-Rhein à l'A8 à hauteur de Irschenberg. Plus de la moitié de la route avait été projetée mais par la suite, fut abandonnée. En Allgäu, vers Kempten, un tronçon avait déjà été construit. Ce dernier a été nommé A980.
La section Luttingen-Hauenstein a été transformée en voie rapide.

## Sorties
- Échangeur entre A98 et A5 - Karlsruhe - Bâle
- 02 - Weil-am-Rhein - Eimeldingen
- 03 - Weil-am-Rhein - Binzen (échangeur partiel)
- 04 - Lörrach ouest - Rümmingen
- 05 - Lörrach centre - Steinen - Maulburg - Schopfheim
- 06 - Lörrach est - Inzlingen - Grenzach-Wyhlen
- Échangeur entre A98 et A861 - Rheinfelden-Nollingen - Autoroute suisse A3
- 08 - Rheinfelden-Karsau

Il existe ensuite quelques sections ouvertes en 2 voies, ou en projet entre Rheinfelden à Lauchringen
- 09 - Wallbach (en projet, ouverture prévue en 2030)
- 10 - Bad Säckingen (en projet, ouverture prévue en 2030)
- 11 - Murg (échangeur partiel actuellement, échangeur complet en projet pour 2030)
- 12 - Laufenburg (Baden) - Laufenburg (Argovie)
- 13 - Hauenstein (en projet)
- 14 - Waldshut ouest - Dogern - Höchenschwand (en projet)
- 15 - Waldshut est - Tiengen ouest - Koblenz (échangeur partiel actuellement)
- 16 - Tiengen est - Lauchringen ouest (échangeur partiel actuellement)
- 17 - Lauchringen est - Wutöschingen (échangeur partiel actuellement)
- 18 - Geißlingen (en projet)

L'itinéraire est ensuite en projet entre Lauchringen et Singen avec deux possibilités : passage à travers le canton suisse de Schaffhouse ou en contournant la Suisse par le nord.
- Échangeur entre A98 et A81 - Stuttgart - Constance
- 23 - Orsingen-Nenzingen - Steißlingen
- 24 - Stockach - Bodman-Ludwigshafen
- 25 - Überlingen - Sipplingen

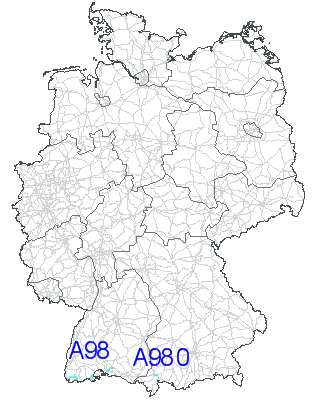
Emplacement de l'A98 par rapport à l'A980.

En projet d'Überlingen à Kempten.